# Mairengo
Mairengo is een plaats en voormalige gemeente in het Zwitserse kanton Ticino en maakt deel uit van het district Leventina.
Mairengo telt 451 inwoners.

## Geschiedenis
Op 1 april 2012 ging de Mairengo op in de gemeente Faido.